# William H. Upham

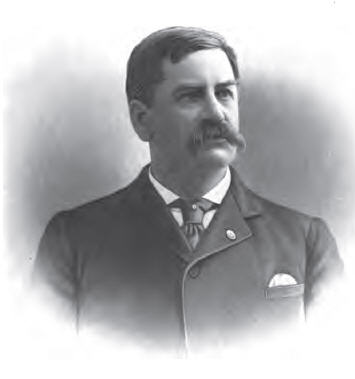
William H. Upham (1898)

William Henry Upham (* 3. Mai 1841 in Westminster, Worcester County, Massachusetts; † 2. Juli 1924 in Marshfield, Wisconsin) war ein US-amerikanischer Politiker und von 1895 bis 1897 der 18. Gouverneur des Bundesstaates Wisconsin.

## Frühe Jahre
Im Jahr 1853 kam Upham über Michigan nach Wisconsin, wo er sich in dem Ort Racine niederließ. Während des Bürgerkrieges kämpfte er in einem Infanterieregiment. Er wurde verwundet und geriet in Kriegsgefangenschaft, die er unter anderem in dem berüchtigten Libby-Gefängnis verbrachte. Zu Hause in Wisconsin hielt man ihn für tot.

## Aufstieg in Wisconsin
Nach seiner, für seine Umgebung überraschenden, Heimkehr, absolvierte er die US-Militärakademie in West Point. Seinen Studienplatz an dieser Anstalt verdankte er Präsident Abraham Lincoln, der die Geschichte seiner Gefangenschaft gehört hatte. Nach seinem Abschluss im Jahr 1866 blieb er bis 1869 als Oberleutnant in der US-Armee. Danach arbeitete er im Holzgeschäft. Ab 1879 war er in Marshfield ansässig, wo er an vielen Geschäften beteiligt war. Die Stadt fiel 1887 einem Großbrand zum Opfer. Upham hatte aber genug Reserven, um nicht nur seine zerstörten Anwesen wieder aufzubauen, sondern auch für den Wiederaufbau von 62 Wohnblocks innerhalb eines Jahres zu sorgen. In dieser Stadt wurde er im Lauf der Zeit Stadtrat und Bürgermeister. 13 Jahre lang war er Mitglied des Schulrats der Stadt. Durch diese Erfahrungen in Verbindung mit seinem militärischen Hintergrund fiel es ihm im Jahr 1894 nicht schwer, die Gouverneurswahlen als Kandidat der Republikanischen Partei zu gewinnen.

## Gouverneur von Wisconsin
William Upham trat sein neues Amt am 7. Januar 1895 an. Seine zweijährige Amtszeit verlief ohne besondere Höhepunkte. Im Jahr 1896 verzichtete er auf eine mögliche Wiederwahl. Stattdessen widmete er sich in Marshfield wieder seinen geschäftlichen Interessen. Dort wurde er unter anderem Präsident der „Water, Electric Light and Power Company“ und der „Upham Manufacturing Company“. Bis zu seinem Tod war er ein erfolgreicher und angesehener Geschäftsmann. William Upham war zweimal verheiratet und hatte vier Kinder.